# إيفيت ميشيل
إيفيت ميشيل (بالإنجليزية: Yvette Michele)‏ هي مغنية مؤلفة ومغنية أمريكية، ولدت في 1972.

## وصلات خارجية
- إيفيت ميشيل على موقع ميوزك برينز (الإنجليزية)
- إيفيت ميشيل على موقع ديسكوغز (الإنجليزية)